# Вполне ограниченное множество
Множество называется вполне ограниченным, если для любого положительного ε существует конечная ε-сеть для этого множества.

## Замечания
- Понятия вполне ограниченности и ограниченности совпадают в случае конечномерных евклидовых пространств {\displaystyle \mathbb {R^{n}} }. Действительно, достаточно взять минимальный куб, содержащий данное ограниченное множество, со стороной {\displaystyle a}. Затем — разбить его на {\displaystyle k^{n}}кубиков со сторонами {\displaystyle a/k}. Вершины кубов дают конечную ε-сеть, нужный ε достигается увеличением {\displaystyle k}.
- Если на конечномерном пространстве {\displaystyle \mathbb {R^{n}} } вводить новые метрики, то ограниченные множества могут перестать быть вполне ограниченными. Такой результат, например, дает метрика {\displaystyle d(x,y)=\min(1,\mid x-y\mid )} или дискретная метрика.
- В бесконечномерном пространстве {\displaystyle l^{2}}ограниченность также не тождественна вполне ограниченности. В единичном шаре потребуется бесконечное количество шаров радиуса ε<1, чтобы покрыть точки вида {\displaystyle e_{i}=(0\dots 0,1,0\dots 0)}, {\displaystyle i\in \mathbb {N} }.
- В полном метрическом пространстве вполне ограниченность влечет за собой предкомпактность. Это свойство требуется при доказательстве теоремы Арцела-Асколи.
- Иногда термин «вполне ограниченность» (англ. totally bounded) путают с термином «полная ограниченность» (англ. completely bounded). Последний имеет отношение к линейным операторам из квантового функционального анализа.